# دراگون بال زد: بودوکای
«دراگون بال زد: بودوکای» (انگلیسی: Dragon Ball Z: Budokai) یک بازی ویدئویی در سبک بازی مبارزه‌ای است که توسط باندای نامکو انترتینمنت و در سال ۲۰۰۲ و در پلت‌فرم‌های ایکس‌باکس ۳۶۰، پلی‌استیشن ۲، پلی‌استیشن ۳، و گیم‌کیوب منتشر شده‌است.